# اچ‌ام‌اس دیادم (۸۴)
اچ‌ام‌اس دیادم (۸۴) (به انگلیسی: HMS Diadem (84)) یک کشتی است که طول آن ۴۸۵ فوت (۱۴۸ متر) می‌باشد. این کشتی در سال ۱۹۴۲ ساخته شد.